# 275-й миномётный полк
275-й армейский  миномётный Печенгский ордена Александра Невского полк - воинское подразделение Вооружённых Сил СССР в Великой Отечественной войне.

## История
Сформирован 31.01.1943 года путём переименования 1-го миномётного полка в составе 14-й армии.
В составе действующей армии с 31.03.1943 года по 17.11.1944. Являлся армейским миномётным полком 14-й армии.
С 07.10.1944 принимает участие в Петсамо-Киркенесской операции, отличился при взятии Петсамо. В ноябре 1944 года выведен в резерв, 20.01.1945 года преобразован в 275-й гвардейский миномётный полк.

## Полное наименование
- 275-й армейский миномётный Печенгский ордена Александра Невского полк

## Подчинение
| Дата            | Фронт (округ)     | Армия      | Корпус | Дивизия | Бригада | Примечания |
| --------------- | ----------------- | ---------- | ------ | ------- | ------- | ---------- |
| 01.02.1944 года | Карельский фронт  | 14-я армия | -      | -       | -       | -          |
| 01.03.1944 года | Карельский фронт  | 14-я армия | -      | -       | -       | -          |
| 01.04.1944 года | Карельский фронт  | 14-я армия | -      | -       | -       | -          |
| 01.05.1944 года | Карельский фронт  | 14-я армия | -      | -       | -       | -          |
| 01.06.1944 года | Карельский фронт  | 14-я армия | -      | -       | -       | -          |
| 01.07.1944 года | Карельский фронт  | 14-я армия | -      | -       | -       | -          |
| 01.08.1944 года | Карельский фронт  | 14-я армия | -      | -       | -       | -          |
| 01.09.1944 года | Карельский фронт  | 14-я армия | -      | -       | -       | -          |
| 01.10.1944 года | Карельский фронт  | 14-я армия | -      | -       | -       | -          |
| 01.11.1944 года | Карельский фронт  | 14-я армия | -      | -       | -       | -          |
| 01.12.1944 года | Резерв Ставки ВГК | 19-я армия | -      | -       | -       | -          |
| 01.01.1945 года | Резерв Ставки ВГК | 19-я армия | -      | -       | -       | -          |

## Командиры
- подполковник Шепель Василий Степанович

## Награды и наименования
| Награда и наименование             | Дата                                           | За что получена |
| ---------------------------------- | ---------------------------------------------- | --- |
| Почётное наименование «Печенгский» | Приказ ВГК № 0354 от 31.10.1944 года           | за образцовое выполнение заданий командования в боях с немецкими захватчиками, за овладение городом Петсамо (Печенга) и проявленные при этом доблесть и мужество |
| Орден Александра Невского          | Указ Президиума ВС СССР от 14 ноября 1944 года | За образцовое выполнение заданий командования в боях с немецкими захватчиками, за овладение городом Киркенес и проявленные при этом доблесть и мужество.         |